# Monastyr Krypecki
Monastyr Krypecki – rosyjski męski klasztor prawosławny, położony 23 km od Pskowa, w eparchii pskowskiej.
Monastyr ufundowany został w 1485 przez św. Sawę Krypieckiego, serbskiego mnicha z Athos. Dwa lata później pskowski wiec podarował klasztorowi okoliczne grunty. Założyciel klasztoru zmarł w nim 28 sierpnia 1495 i został pochowany w soborze, który w 1574 przebudowano na murowany.
W 1918 monastyr został zlikwidowany przez władze bolszewickie, ponownie pełni swoje funkcje od 1991.